# Albero di Diana

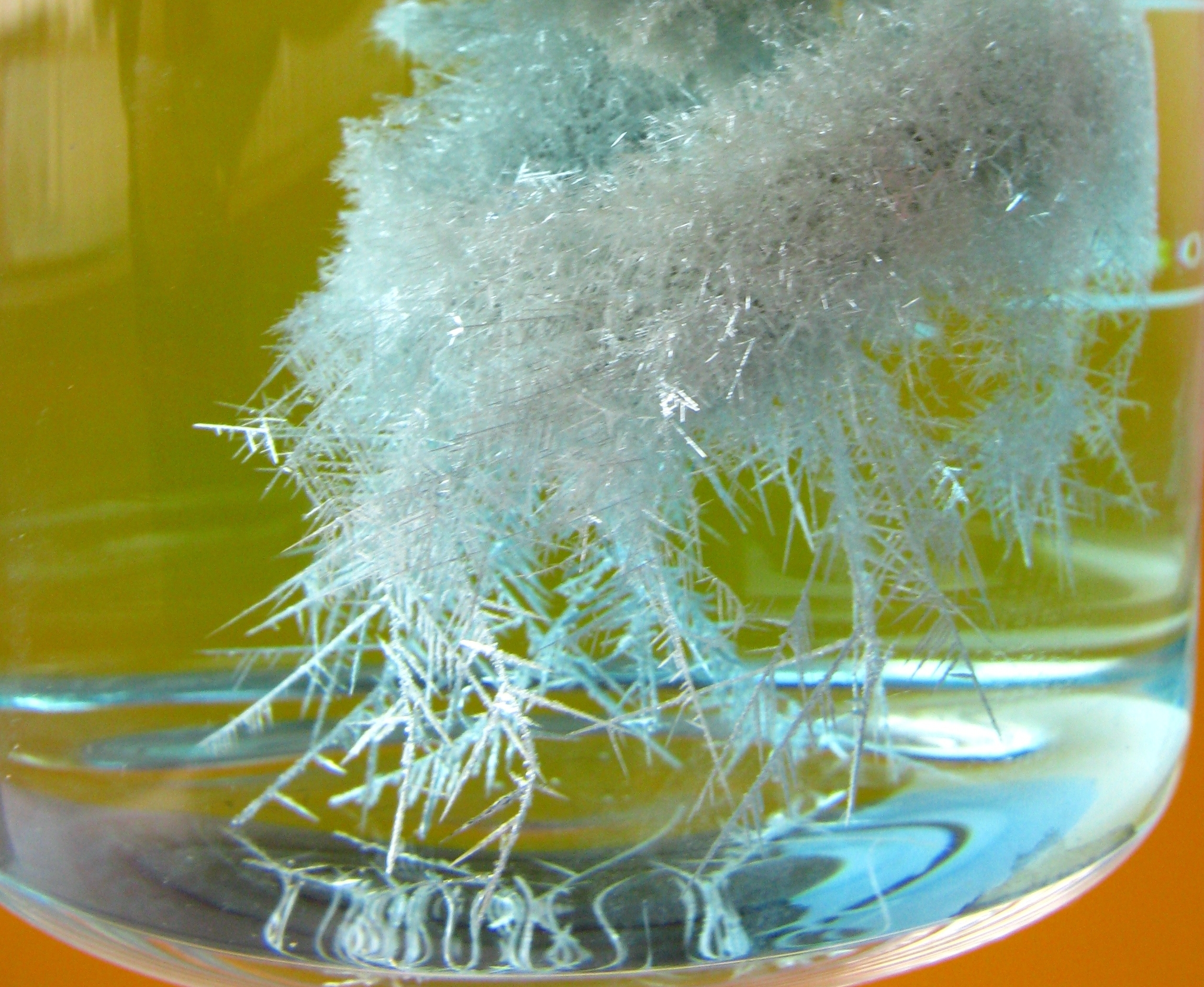
Un albero di Diana formato in due ore, cresciuto su una barretta di rame posta in una soluzione 0,1 M di nitrato d'argento.

In ambito chimico l'albero di Diana è un particolare deposito d'argento a forma di arborescenza che si ottiene per riduzione da una soluzione di nitrato d'argento. È un esempio di "vegetazione chimica", cioè di un precipitato metallico che assume una struttura di tipo ramificato (dendritico). Il nome di questi "alberi" deriva dall'antico uso alchemico di associare i metalli alle divinità e ai pianeti; l'argento era associato a Diana e alla Luna. Analoghi "alberi" si possono ottenere anche con altri metalli, denominati sempre in base ad associazioni alchemiche; esempi sono l'albero di Giove (stagno), l'albero di Marte (ferro), l'albero di Saturno (piombo), l'albero del Sole (oro), l'albero di Venere (rame). Queste arborescenze possono anche includere formazioni simili a frutti sui rami, fatto che indusse alcuni filosofi pre-moderni a teorizzare l'esistenza di vita anche nel regno minerale.
Prima dell'avvento della chimica moderna i metodi per preparare un albero di Diana richiedevano l'utilizzo di mercurio e potevano richiedere moltissimo tempo. Ad esempio, la seguente procedura, descritta in origine dal chimico francese Nicolas Lémery (1645-1715), richiedeva 40 giorni:

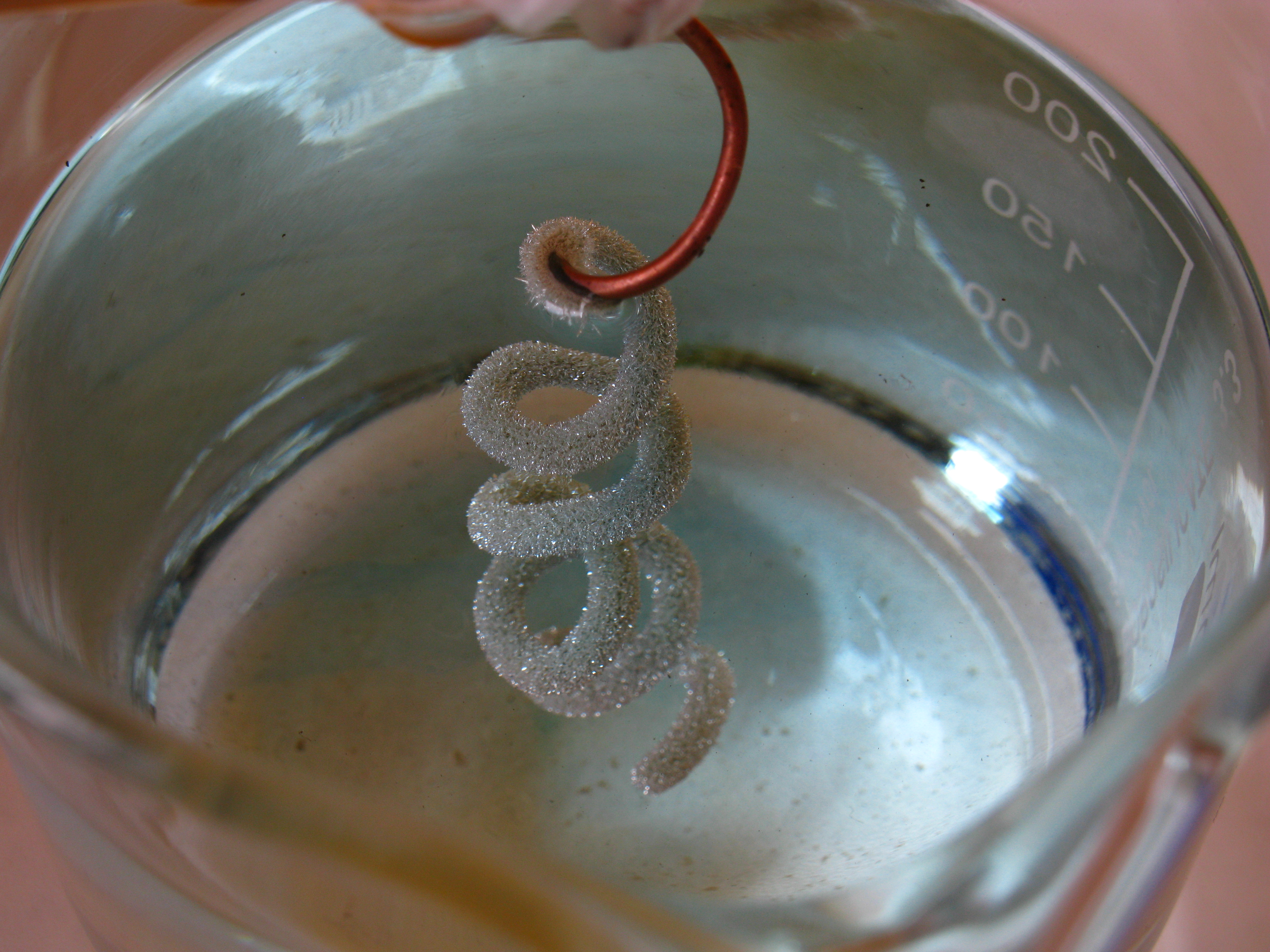
Inizio della formazione di un albero di Diana ottenuto immergendo un filo di rame in una soluzione di nitrato d'argento. La soluzione inizia a colorarsi di azzurro per la formazione di ioni Cu^{2+}.

Il metodo più veloce, descritto dal filosofo olandese Wilhelm Homberg (1652-1715), richiede circa un quarto d'ora:
La reazione chimica che si verifica durante la formazione dell'albero di Diana è una precipitazione dell'argento in seguito a ossidoriduzione:
Hg + 2Ag+ → Hg2+ + 2Ag ↓
Per evitare i problemi legati alla tossicità del mercurio, oggigiorno si può ottenere una analoga reazione in modo più semplice utilizzando rame come riducente. È sufficiente sciogliere nitrato d'argento in acqua distillata, e immergere nella soluzione dei fili sottili di rame. Nel corso della reazione l'argento metallico si deposita sui fili di rame, mentre la soluzione acquista una colorazione azzurra dovuta alla formazione dei cationi Cu2+:
Cu + 2Ag+ → Cu2+ + 2Ag ↓